# Рибо-вино-кур
«Рибо-Вино-Кур» (пол. Rybo-Wino-Kur. Antologia literatury ukrainskiej ostatnich dwudziestu lat) — антологія сучасної української літератури, упорядкована Олександрою Гнатюк й видана в перекладі польською мовою 1994 р. у Варшаві видавництвами «Swiat Literacki» i «Tyrsa».
Антологія мала успіх у читачів і за короткий час весь наклад було розкуплено. Публікація антології посприяла зацікавленню новою українською літературою у Польщі.
Перекладачі антології: О. Гнатюк, В. Ворошильський, Б. Задура, Т. Голинська, В. Назарук та ін.

## Структура антології
Антологія складається з трьох частин, які представляють українську поезію, прозу та есеїстику останніх десятиліть.
Автори антології:
- Поезія
  - Василь Стус,
  - Ігор Калинець,
  - Василь Голобородько,
  - Григорій Чубай,
  - Олег Лишега,
  - Юрій Андрухович,
  - Іван Малкович,
- Проза
  - Валерій Шевчук,
  - Юрій Андрухович,
  - Микола Рябчук,
  - Олександр Гриценко,
- Есеїстика
  - Марко Павлишин.